# Зон, Александр Павлович
Александр Павлович Зон 1-й (1797—1833) — русский военный деятель, подполковник Малороссийского кирасирского полка (принца Альберта), участник подавления Польского восстания 1830—1831.

## Биография
Родился в 1797 году в семье, выслужившего дворянство и внесённого в 1815 году во II часть дворянской родословной книги Московской губернии капитана Павла Зона. 
В мае 1812 года поступил юнкером в Московский гусарский полк и в том же году, с 7 декабря начал службу в Иркутском гусарском полку, а спустя год, 15 декабря 1813 года с производством в корнеты был переведён в Новгородский кирасирский полк. Ещё через год, 13 декабря 1814 года он был переведён в Кавалергардский полк, а 15 апреля 1816 года — поручиком, в Орденский кирасирский полк. 
Произведённый в 1819 году в штабс-ротмистры, в 1822 году в ротмистры и в 1829 году в майоры, Зон в 1830 году был переведён в Новомиргородский уланский полк и прикомандирован к Малороссийскому кирасирскому полку, где командовал 1-м дивизионом. С этим полком Зон участвовал в Гроховском сражении (13 февраля 1831 года), в котором был ранен, взят в плен и находился в нём до окончания военных действий. За отличие в Гроховском сражении он был произведён в подполковники, с переводом в Малороссийский кирасирский полк. 
В 1833 году он получил отпуск в Баден для излечения от ран, но на пути туда умер в Варшаве и 1 августа был исключён из списков.

## Комментарии
1. ↑  Леонид Михайлович Савёлов в Родословной книге дворянства Московской губернии Архивная копия от 28 декабря 2021 на Wayback Machine (М.: Изд. Московского дворянства, [1914]. — С. 624) в списке детей Павла Антоновича Зона указывает только трёх сыновей: Евгения (род. 06.03.1797), Петра (род. 19.07.1799) и Николая (род. 07.08.1801).